# رنگل (آلاسکا)
رنگل (به انگلیسی: Wrangell) شهری در بخش رنگل ایالت آلاسکا است که جمعیت آن در سرشماری سال ۲۰۰۰ میلادی ۲۳۰۸ نفر بوده‌است.